# Lavastrie
Lavastrie é uma ex-comuna francesa na região administrativa de Auvérnia-Ródano-Alpes, no departamento de Cantal. Estendeu-se por uma área de 24,1 km². Em 2010 a comuna tinha 239 habitantes (densidade: 9,9 hab./km²).
Em 1 de janeiro de 2017 foi fundida com as comunas de Neuvéglise, Oradour e Sériers para a criação da nova comuna de Neuvéglise-sur-Truyère.